# Устье (приток Горыни)
Устье (укр. Устя) — река в Ровненской области Украины. Длина реки — 68 км, площадь бассейна — 762 км². 
Истоки расположены на склонах Мизоцкого кряжа, далее река протекает по территории Ровненского района, после чего впадает в Горынь. Русло извилистое, шириной 8-25 м, глубина реки — 1,5-2 м.
На реке расположено около 20 населённых пунктов, крупнейшие — города Здолбунов и Ровно.